# Девід Едвардс (футболіст)
Девід Едвардс (англ. David Edwards, нар. 3 лютого 1986, Шрусбері) — валлійський футболіст, півзахисник клубу «Вулвергемптон» і національної збірної Уельсу.

## Клубна кар'єра
У дорослому футболі дебютував 2003 року виступами за команду клубу «Шрусбері Таун», в якій провів чотири сезони, взявши участь у 120 матчах чемпіонату.  Більшість часу, проведеного у складі «Шрусбері Таун», був основним гравцем команди.
Своєю грою за цю команду привернув увагу представників тренерського штабу клубу «Лутон Таун», до складу якого приєднався 2007 року. Відіграв за команду з Лутона наступний сезон своєї ігрової кар'єри.
До складу клубу «Вулвергемптон» приєднався 2008 року. Відтоді встиг відіграти за клуб з Вулвергемптона понад 200 матчів в національному чемпіонаті.

## Виступи за збірну
2007 року дебютував в офіційних матчах у складі національної збірної Уельсу. Наразі провів у формі головної команди країни 31 матч, забивши 3 голи.

## Титули і досягнення
- Володар Кубок валлійської ліги: 2022-23